# Oelde
Oelde er en by i Tyskland i delstaten Nordrhein-Westfalen med cirka 30.000 indbyggere. Den ligger i kreisen Warendorf og tæt på Beckum.

## Historie
Navnet Oelde blev først nævnt i et dokument omkring 890 som "Ulithi im Dreingau" i en jordebog i klosteret i Werden.
Mellem 1457 og 1800 var der flere brande, som ødelagde op til to tredjedele af bygningerne.
I 1804 blev Oelde tildelt byrettigheder. I 1847 blev Oelde forbundet til jernbanenettet ved opførelsen af jernbanelinjen Minden-Köln. Dette førte til et opsving i industralisering af byen.
I 1939 fik Oelde adgang til motorvejsnettet da motorvejen A 2 blev bygget.
I 1950'erne og 1960'erne kom et stort antal besøgende til Oelde, da diplomater blev inviteret af forbundspræsidenterne Heuss og Lübke til at jage småvildt i statsskoven "Geisterholz". Disse begivenheder blev almindeligvis kendt som "diplomatjagter".

I 2001 var Oelde vært for en haveudstilling med mere end 2,2 millioner besøgende.